# ルキウス・コルネリウス・スキピオ・バルバトゥス
ルキウス・コルネリウス・スキピオ・バルバドゥス（ラテン語: Lucius Cornelius Scipio Barbatus）は、 紀元前3世紀の共和政ローマの政治家、軍人。
父はグナエウスということしか分かってはいないが、息子にはルキウス・コルネリウス・スキピオとグナエウス・コルネリウス・スキピオ・アシナがいる。
紀元前298年に執政官（コンスル）を務め、主にエトルリア人・サムニウム人との攻防に従事した。紀元前280年には監察官（ケンソル）も務めている。
彼の墓石がヴァチカン美術館に現存している。墓石には以下のような言葉が古ラテン語で書かれている。
ラテン語原文：
日本語訳：